# Stenellipsis murina
Stenellipsis murina es una especie de escarabajo longicornio del género Stenellipsis, tribu Acanthocinini, subfamilia Lamiinae. Fue descrita científicamente por Fauvel en 1906.
La especie se mantiene activa durante los meses de enero, febrero y noviembre.

## Descripción
Mide 3-4,5 milímetros de longitud.

## Distribución
Se distribuye por Nueva Caledonia.